# Prelazi za divlje životinje
Prelaz za divlje životinje, nadvožnjak za divlje životinje, zeleni most ili ekodukt je specijalizovani objekat i alternativni prelaz preko ili ispod velikih putnih i drugih saobraćajnica, u predelima očuvane prirode, koji ima za cilj da što manje poremeti njihov način života, spreči istrebljenje životinja, i zaštiti ljudske živote.

## Nazivi i vrste
Prelaz za divlje životinje — nadvožnjak za divlje životinje — zeleni most — ekodukt su prelazi namenjeni za krupnu divljač
Tuneli i kanali — su prelazi namenjeni za prolaz malih sisara, poput ježeva i vidri,
Zelenih krovovi —namenjeni su leptirima.
Amfibijski tuneli i „merdevine” — su prelazi za ribe i druge vodene životinje,

## Preduslovi
Pre manje od 100 godina, prvi automobili širom sveta stigli su do Nacionalnih parkova i drugih velikih staništa  divljih životinja, u to vreme prašnjavim i uskim putevima, što je ograničavalo promet i brzinu kretanja vozila. Međutim u drugoj polovini 20. veka, počeli su da se u ovim prostorima grade; jedna,  dve a zatim i četiri asfaltirana trake savremenih autoputeva. To je uticalo na sve veći promet turista i vozila, ali i na sve veću učestalost nesreća i pogibija životinja u brojnim sudarima sa životinjama. 
Ovo je izazvalo debatu, šire javnosti. I dok su mnogi verovali da će sve više kilometara izgrađenih autoputeva ubiti više divljih životinja, i tim narušiti ekosisteme u prirodi, drugi su tvrdili da će autoput osigurati bezbednije putovanje za ljude. Debata je bila intenzivna, i dovela je do razvoja brojnih programa za  proučavanje efekata autoputa na divlje životinje. Iz ovih studije o uticaju saobraćaja na  autoputu na ekosisteme i zaštitu životinja prtoizašle u i preporuke za podizanje nadzemnih i izgradnju podzemnih prostora za prelaz životinja.

## Istorija
Prvi prelaz za divlje životinje izgrađen je 1950.tih u Francuskoj. Oda tada je njihovim iskustvom pošlo mnogo zemalja Evrope (Švajcarska, Holandija, Nemačka), koje su sve više počele da grade ove neobične građevine. Samo u Holandiji takvih prelaza danas ima preko 600.
Iz Evrope iskustva u gradnji nadvožnjak za divlje životinje, preneto je u Severnu Ameriku, pa se tako najpoznatiji prelazi nalaze u Kanadi u pokrajini Alberta, u kojoj veći broj nadvožnjaka prelazi preko četiri trake Trans—Kanada autoputa, u nacionalnom parku Banf. Preko ovih prelaza godišnje prođe, savakodnevno, veliki broj medveda, jelena, musova (losova), vukova, i drugih divljih životinja. Studija velikih razmera sprovedena u Nacionalnom parku Banf, pokazala je da je samo u januaru 2007. godine, 10 vrsta velikih sisara (uključujući grizlije, kojote, losa, medveda, jelena, pumu, vuka...) obavilo ukupno 84.000 prelaza.
Svojim arhitektonskim dizajnom ističe se nadvožnjak za ljude i divlje životinje u blizini Seula u Koreji, za koji su njeni konstruktori, arhitekte: Ivane Ksnelashvili, Petras Išora, Dominykas Daunys i Ona Lozuraitytė - osvojili prvu nagradu na takmičenju „Yang Jagogae Eco-Bridge Design Competition”. Ovaj prelaz podseća na ritmičku prirodu tradicionalnih korejskih vrtnih paviljona koji su korišćeni kao način uspostavljanja jače veze sa prirodom. Središnje jezgro mosta je za kretanje ljudi, a segmenti sa strane stvaraju blago valovit nagib koji koriste životinje.

## Osnovne postavke
Masovna izgradnja puteva, pruga, dalekovoda, i seča šuma u velikim prirodnim rezervatima očuvane prirode i staništima divljih životinja, dovodi životinje u neprilagođene uslove života, remeti njihove uobičajene tokove kretanja u potrazi za hranom i novim staništima, ali i rezultuje i istrebljenjem životinja u brojnim sudarima sa vozilima pri pokušaju prelaska saobraćajnica.
Namena
Imajući u vidu napred navedno prelazi za divlje životinje preko velikih i jako prometnih saobraćajnica, danas se grede u mnogim zemljama sveta u vidu nadvožnjaka (za krupnu divljač) ili amfibijskih tunela i merdevina za ribe i druge vodene životinje, kanala za male sisare, poput ježeva i vidri, i zelenih krovova za leptire. Oni se grade na lokacijama na kojima je došlo do drastične fragmentacije staništa, kao bi se time sprečile bilo kakvo ograničenje u migraciji životinja i nezeljeni kontakti životinja sa vozilima u pokretu.
Pored zaštite životinja, ovim prelazima štite se i ljudi, prema statističkim podacima, samo iz Sjedinjenih Američkih Država i Kanade, postiže se zaštita od čestih sudara vozila sa belorepim jelenima, Floridskim panterima, Kanadskim musovima (losovima), mrkim medvedima, koji na godišnjem nivou, na neobezbeđenim pravcima prelazima za životinje, izazovu štetu na automobilima od 1,1 milijardu dolara.
Konstrukcija
Pri izgradnji ovih prelaza posebna pažnja se pored dizajna i poštovanja osnovih građevinskih nornativa za ovu vrstu građevina, vrši se i nasipanje zemljom i njeno bogato prekrivanje travom i drugim visokim rastinjem, kako bi ove prelaze životinje prihvatila kao prirodno okruženje, i počele da ih koriste.
Kako bi se životinje usmerile na kretanje preko ovih prelaza, putne komunikacije se štite žičanim  mrežama, iu drugim fizičkim preprekama.

## Galerija
- Немачка
- Немачка
- Холандија
- Холандија
- Канада
- Аустрија
- Аустрија
- Луксембург
- Белгија
- Словенија

## Spoljašnje veze
Nadvožnjak za divlje životinje — www.medias.rs